# 대한민국의 팟캐스트
이 문서에서는 대한민국 내의 팟캐스트 현황에 관해 설명한다.
2009년 이후 아이폰을 비롯한 스마트폰이 대한민국 내에 보급되면서 팟캐스트도 활성화됐다. MBC, KBS, SBS를 비롯한 기존 방송사들은 자사 라디오 프로그램을 팟캐스트로 내보내기 시작했다. 대한민국 정부 역시 이명박 대통령의 라디오 연설 등을 팟캐스트로 내보내고 있다.
2010년 딴지일보에서 시작한 나는 꼼수다 열풍 이후 개인 팟캐스트도 점점 활성화되고 있다.

## 기존 방송 및 언론사
- 딴지일보
  - 나는 꼼수다
  - 나는 꼽사리다
  - 나는 딴따라다
- MBC
  - 손석희의 시선집중
  - 음악도시 성시경입니다
  - 신해철의 고스트스테이션
  - 두시의 데이트
- KBS
  - 유희열의 라디오천국
  - 열린토론
  - 박경철의 경제포커스
  - 키스 더 라디오
- SBS
  - 두시탈출 컬투쇼
- CBS
  - 시사자키 정관용입니다
  - 김현정의 뉴스쇼
  - 김미화의 여러분
- 한겨레
  - 김어준의 뉴욕타임즈
  - 나는 껌수다 - 나꼼수의 스핀오프. 방송 종료.
- 오마이뉴스
  - 이슈 털어주는 남자
  - 이해찬의 정석정치
  - 오마이스쿨 온라인강좌
  - 최진기의 인문학특강
- 한국일보
  - 시사난타H
- 한국경제신문
  - 정규재TV
- 민중의소리
  - 생방송 애국전선
- MBN
  - 박경철의 공감플러스
- 뉴데일리
  - 명푼수다: 본래 이름은 '명품수다'. 방송 종료.
- 티유리퀘스트-위성DMB 오디오채널
  - Turequest happy podcasting 2007.6~ 2010.7.1 종료

## 정부 및 정치권
- 청와대
  - 이명박 대통령 라디오 연설
  - 톡톡 푸른지붕
- 민주통합당
  - 문재인TV
  - 나는 문재인이다
- 진보정의당
  - 노회찬, 유시민의 저공비행
- 통합진보당
  - 이정희의 희소식: 방송 중단중

## 경제, 코미디
- 옹달샘과 꿈꾸는 라디오 2013. 3.25~
- 헤드헌터 윤재홍의 난잡한이야기 2014. 10.8~
- 영혼의 노숙자 2017.08.12~

## 문화, 예술
- 책읽아웃 2017.10.20~